# توماس فري (دراج)
توماس فري هو دراج سويسري، ولد في 19 يناير 1985 في أولتن في سويسرا.

## وصلات خارجية
- توماس فري على موقع الاتحاد الدولي للدراجات (الإنجليزية)
- توماس فري على موقع أرشيف الدراجات (الإنجليزية)
- توماس فري على موقع إحصائيات الدراجات الإحترافية (الإنجليزية)